# عبد الكريم الرشيد
عبد الكريم الرشيد (28 ديسمبر 1990 - ) لاعب المنتخب الأردني للجوجيتسو ، بدأ ممارسة رياضة الجوجيتسو بعمر الـ 12 عاماً، إنضم إلى صفوف المنتخب الأردني للمرة الأولى عام 2016 عندما شارك في بطولة العالم ببولندا.

## إنجازاته
نال الرشيد الميدالية البرونزية في دورة الألعاب الآسيوية والتي جرت في إندونيسيا عام 2018 كما توج بالميدالية الذهبية في بطولة آسيا للكبار عام 2018 في كازاخستان والميدالية الفضية في ذات البطولة بنسخة عام 2019 والتي أقيمت في أولان باتور عاصمة منغوليا كما توج بالميدالية البرونزية في دورة الألعاب الآسيوية للألعاب الشاطئية بمدينة دا نانغ في فيتنام عام 2016 والميدالية الذهبية في بطولة الجائزة الكبرى في كازاخستان عام 2019.